# 하플로그룹 M (mtDNA)
하플로그룹 M은 인류 미토콘드리아 DNA 하플로그룹의 일종으로, 하플로그룹 N과 함께 하플로그룹 L3에서 분기된 양대 하위그룹의 하나이다.
최근 공통 조상 추적 결과로 보아 하플로그룹 N이나 그 하위분기인 하플로그룹 R보다도 나중에 발생한 것으로 보인다. 이는 유라시아 서부에서 하플로그룹 M이나 그 하위분기가 거의 보이지 않는 이유를 잘 설명해준다.
대략 L3 최초 발생 이래 1-2만 년 후인 55,000-65,000년 전쯤에 생긴 것으로 추정된다. 정확한 발생 지점에 대해서는 제설이 있는데 아시아에서 발생하였다고 추정하는 다양한 이론과 함께 아프리카에서 발생하였다고 보는 소수설이 있다. 기원 지역을 추측하기 어려운 이유 중 하나는, 분포상 발생 초기에 M1 보유자들이 아프리카로 역이주(back-migration)한 경우가 있었던 것으로 추정되기 때문이다.

## 분포

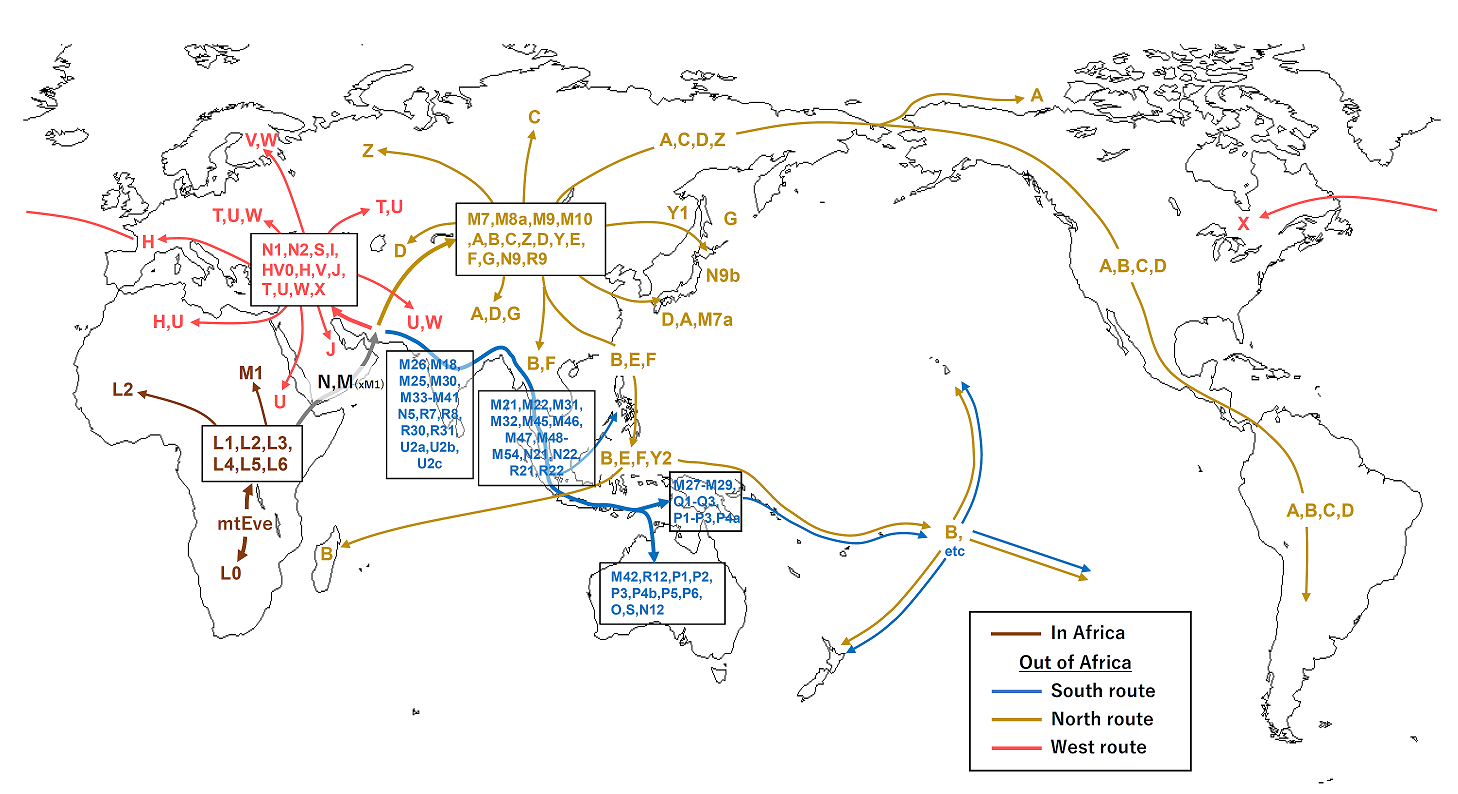
하플로그룹 M의 확산 과정

M 유래의 하플로그룹은 아시아에서 가장 흔하게 보이며 모계의 60% 가량을 점한다.
가장 높게 나타나는 것은 안다만 제도의 원주민들과 말레이시아의 네그리토 민족인데, 특히 안다만 원주민은 모든 인구가 하플로그룹 M을 가진다는 점에서 특기할 만 하다.
또 높은 지역으로는 모계의 70% 가량이 하플로그룹 M에 속하는 일본과 티베트, 60% 가량이 속하는 인도와 한국을 꼽을 수 있다.
중국인(한족)에게서는 평균적으로 50%로 검출되나 남부에서는 비교적 적고 북동부로 갈수록 높아지는 경향을 보인다.
동남아시아에서도 상당히 높게 나타나 필리핀인에게서 M7c3c과 E를 중심으로 약 42%, 베트남인에게서 37~48%, 빈투언 성의 참족에게서 32%, 라오스인에게서 M7을 중심으로 43% 정도로 조사된다.
오세아니아에서는 파푸아 뉴기니의 제도에서 28~42% 정도로 찾아진다.
이외에 북동아프리카에서도 비교적 높은 수치를 보이는데, 특히 소말리아인, 리비아인, 오로모인에게서 높게 나타난다.
투아레그 지역에서는 말리와 부르키나파소에서 M1a2을 중심으로 상당한 비율로 나타난다. 유럽에서는 이베리아 반도나 이탈리아 등 지중해에 접한 지역에서 비교적 많이 발견된다.

## 하위분기와 분포
- M1'20'51 (14110) - 태국 (몬족)
  - M1 - 나일강 유역, 아프리카의 뿔, 마그레브, 사하라, 지중해 연안, 중동
  - M20 - 미얀마, 태국 (샨족), 중국, 부랑족, 사우디아라비아
  - M51 - 캄보디아, 인도네시아
- M2 - 남아시아, 특히 인도 동남부와 방글라데시에서 고빈도. 중국 남서부에 낮게 분포.
  - M2a - 인도, 문다족. 방글라데시에서 고빈도
  - M2b - 인도. 인도 동남부에서 고빈도
  - M2c - 미얀마, 태국, 라오스
- M3 - 위구르, 미얀마, 인도. 남아시아, 특히 인도 서북부에서 고빈도.
- M4'30
  - M4 - 남아시아, 사우디아라비아 동부
  - M65 - 인도, 발루치인, 사리콜인, 타지키스탄
  - M30 - 인도
  - M37
- M5 - 남아시아
- M6 - 남아시아
- M7 - 동아시아, 동남아시아. 특히 일본, 남중국, 베트남, 라오스, 태국에서 고빈도. 중앙아시아, 시베리아에 낮게 분포.
- M8 - 중국, 태국 (리수족), 인도
  - M8a - 동아시아, 북아시아
    - M8a1 - 일본, 우데게족
    - M8a2'3
      - M8a2 - 코랴크인, 이텔멘족, 축치인, 투바인, 하카스인, 알타이인, 몽골, 중국, 위구르, 한국, 일본, 태국/라오스
      - M8a3 - 중국, 키르기스인, 시베리아

  - CZ - 태국 (흐몽족)
    - C - 특히 시베리아에서 고빈도
    - Z - 유럽 동북부, 시베리아, 중앙아시아, 동아시아
- M9 - 동아시아, 중앙아시아. 특히 티베트에서 고빈도.
  - M9a'b
    - M9a
    - M9b

  - E - 특히 타이완 원주민, 동남아시아 해안, 마리아나 제도에서 고빈도
- M10 - 동아시아, 동남아시아, 중앙아시아, 시베리아, 유럽 동북부에 드물게 분포
- M11 - 동아시아. 중국에서 비교적 고빈도
  - M11* - 미얀마
  - M11a'b'd
    - M11a'b
      - M11a - 터키, 묘족, 티베트, 중앙아시아
      - M11b - 타이완, 일본, 중국
      - M11d - 중국, 키르기스, 이란

    - M11c - 일본, 한국
- M12'G
  - M12 - 중국 하이난(리족)에서 고빈도. 다른 동아시아, 동남아시아 지역에도 분포
  - G - 아시아 여러 지역에 산발적 분포. 일본, 몽골, 티베트, 캄차카반도 원주민에서 특히 고빈도.
- M13'46'61
  - M13
  - M46
  - M61
- M14 - 오스트레일리아
- M15 - 오스트레일리아
- M17 - 루손섬, 참족, 몬족, 태국, 라오스
- M21 - 동남아시아에 드물게 분포
- M23'75
  - M23 - 마다가스카르, 남아프리카
  - M75 - 중국
- M24 - 태국, 캄보디아, 중국
- M29'Q
  - M29 - 멜라네시아
  - Q - 멜라네시아, 오스트레일리아 원주민
- M31 - 옹게인
- M35 - 네팔, 인도
- M71 - 인도, 동남아시아
- M74 - 태국, 캄보디아, 베트남, 중국, 타이완
- M80'D
  - M80 - 팔라완섬
  - D - 아시아, 아메리카 원주민. 유럽에 드물게 분포.

## 같이 보기
- 하플로그룹 N (mtDNA)

| 인류 미토콘드리아 DNA (mtDNA) 하플로그룹 계보 |                       |      |      |      |      |      |      |      |      |      |      |      |      |      |    |    |        |        |   |   |   |   |   |   |   |  |   |   |   |   |  |  |  |  |    |    |    |
|                                               | 미토콘드리아 이브 (L) |      |      |      |      |      |      |      |      |      |      |      |      |      |    |    |        |        |   |   |   |   |   |   |   |  |   |   |   |   |  |  |  |  |    |    |    |
| L0                                            | L1–6                  | L1–6 | L1–6 | L1–6 | L1–6 | L1–6 | L1–6 | L1–6 | L1–6 | L1–6 | L1–6 | L1–6 | L1–6 | L1–6 |    |    |        |        |   |   |   |   |   |   |   |  |   |   |   |   |  |  |  |  |    |    |    |
| L0                                            | L1                    | L2   |      |      |      | L3   | L3   | L3   | L3   | L3   | L3   | L3   | L3   | L3   | L3 | L3 | L3     | L3     |   |   |   |   |   |   |   |  |   |   |   |   |  |  |  |  | L4 | L5 | L6 |
| L0                                            | L1                    | L2   | M    | M    | M    | M    | M    | M    | M    | N    | N    | N    | N    | N    | N  |    |        |        |   |   |   |   |   |   |   |  |   |   |   |   |  |  |  |  | L4 | L5 | L6 |
| L0                                            | L1                    | L2   | CZ   | CZ   | D    | E    | G    | Q    |      | O    | A    | S    | R    | R    | R  | R  | R      | R      | R | R | R | R | R | R | R |  | I | W | X | Y |  |  |  |  | L4 | L5 | L6 |
| L0                                            | L1                    | L2   | C    | Z    | D    | E    | G    | Q    | B    | O    | A    | S    | F    | R0   | R0 |    | pre-JT | pre-JT |   |   | P | P |   | U |   |  | I | W | X | Y |  |  |  |  | L4 | L5 | L6 |
| L0                                            | L1                    | L2   | C    | Z    | D    | E    | G    | Q    | B    | O    | A    | S    | F    | HV   | HV | JT | JT     | K      |   |   | P | P |   |   |   |  | I | W | X | Y |  |  |  |  | L4 | L5 | L6 |
| L0                                            | L1                    | L2   | C    | Z    | D    | E    | G    | Q    | B    | O    | A    | S    | F    | H    | V  | J  | T      | K      |   |   | P | P |   |   |   |  | I | W | X | Y |  |  |  |  | L4 | L5 | L6 |